# 黃琰
黄琰（？—？），字莹甫，號姬璧，福建晉江縣人，明朝政治人物。

## 生平
万历二十五年（1597年）丁酉科福建鄉試举人，万历二十六年（1598年），联捷戊戌科进士，礼部觀政，授廣東南海縣知縣，二十八年因丁憂去職。服闕，補餘姚縣知縣，三十五年擢南京户部主事，數月后歸鄉。年七十卒。

## 家族
曾祖黄绶，曾任教谕。祖黄光升，南京刑部尚書。父黄乔植。